# Poecilophysis weyerensis
Poecilophysis weyerensis är en spindeldjursart som först beskrevs av Alpheus Spring Packard 1888.  Poecilophysis weyerensis ingår i släktet Poecilophysis, och familjen Rhagidiidae. Arten är reproducerande i Sverige.